# Église de la Salvetat (Saint-Mamet-la-Salvetat)
L'église de la Salvetat est une église située en France sur la commune de Saint-Mamet-la-Salvetat (Cantal), en région Auvergne-Rhône-Alpes.

## Localisation
Le monument se trouve au croisement de la RD 20 et de la RD 32.

## Historique
Mentionnée dès 1019, l’église est donnée aux Hospitaliers au XIIe siècle. Ruinée pendant les guerres de Religion, elle est reconstruite en 1603. Aux XVIIe et XIXe siècles, elle subit plusieurs transformations, dont l’ajout et la destruction de chapelles, la reconstruction du clocher et la construction de la sacristie. La maison du Commandeur voisine, d’origine médiévale, a été remaniée aux XIVe et XVIIIe siècles.

### Protection
Les façades et les toitures de l'église sont inscrites au titre des monuments historiques par arrêté du 31 décembre 1980.

## Description
L’église, de plan simple, possède un chœur voûté sur croisées d’ogives, un clocher à arcades du XVIIe siècle, et une sacristie du XIXe siècle. La maison du Commandeur voisine est un bâtiment rectangulaire avec tour ronde, ancienne prison, et appentis moderne.